# Tetrapsyllus tantillus
Tetrapsyllus tantillus är en loppart som först beskrevs av Jordan et Rothschild 1923.  Tetrapsyllus tantillus ingår i släktet Tetrapsyllus och familjen Rhopalopsyllidae. Inga underarter finns listade i Catalogue of Life.